# Pachycraerus chlorites
Pachycraerus chlorites är en skalbaggsart som beskrevs av Lewis 1900. Pachycraerus chlorites ingår i släktet Pachycraerus och familjen stumpbaggar. Inga underarter finns listade i Catalogue of Life.